# Romersk-katolska kyrkan i Österrike

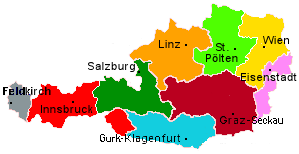
Katolska stift i Österrike. Innsbrucks stift (rött) motsvarar förbundslandet Tyrolen och består av två delar som inte sitter ihop geografiskt.

Katolska kyrkan är Österrikes dominerande kyrkosamfund. Siffrorna från 2016.
|  | Katoliker (59 %) |

|  | Ortodoxa (6 %) |

|  | Lutheraner (3 %) |

|  | Muslimer (7 %) |

|  | Ingen eller annan religion (25 %) |

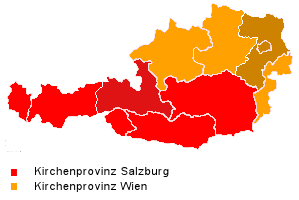
Österrikes två kyrkoprovinser.
Rött: Salzburgs kyrkoprovins, med Salzburgs ärkestift i mörkrött.
Orange: Wiens kyrkoprovins, med Wiens ärkestift i mörkare färg.

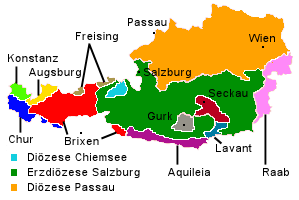
Karta över dagens Österrike, med 1200-talets stiftsindelning.

Romersk-katolska kyrkan i Österrike är Österrikes största kyrkosamfund. 2021 var 53,8% av befolkningen katoliker. 6,0% av befolkningen beräknas gå i kyrkan varje söndag (2019).
Österrike är indelat i två kyrkoprovinser och totalt nio stift, vars gränser med ett par undantag följer Österrikes förbundsländers. Kyrkoprovinserna under varsitt ärkestift har en gemensam biskopskonferens, den österrikiska biskopskonferensen.  I biskopskonferensen ingår förutom biskoparna i samtliga stift även abbotten för klostret Wettingen-Mehrerau i Bregenz.

## Administrativ struktur
I Österrike finns följande geografiskt avgränsade stift.
- Salzburgs ärkestift motsvarande förbundslandet Land Salzburg. Stiftsstad Salzburg.
  - Feldkirchs stift motsvarande Vorarlberg. Stiftsstad Feldkirch.
  - Graz-Seckaus stift motsvarande Steiermark. Stiftsstad Graz, tidigare Seckau.
  - Gurks stift eller Gurks-Klagenfurts stift motsvarande Kärnten. Stiftsstad Klagenfurt, tidigare Gurk.
  - Innsbrucks stift motsvarande österrikiska Tyrolen. Stiftsstad Innsbruck.
- Wiens ärkestift motsvarande östra Niederösterreich plus stiftsstaden Wien. (Wien är ett eget bundesland, som omges av Niderösterreich.)
  - Eisenstadts stift motsvarande Burgenland. Stiftsstad Eisenstadt.
  - Linz stift motsvarande Oberösterreich. Stiftsstad Linz.
  - Sankt Pöltens stift motsvarande västra delen av Niederösterreich. Stiftsstad Sankt Pölten.

Icke geografiska administrativa enheter:
- Österrikes militära stift[3] har sin katedral i Wiener Neustadt och fungerar som eget stift, oberoende av det geografiska.
- Cistercienserklostret Wettingen-Mehrerau[3] ligger i förbundslandet Vorarlberg men hör inte till Feldkirchs stift, utan utgör ett eget.

## Historia
Delar av Österrike har varit biskopsdömen som styrts av furstbiskopar, exempelvis Ärkebiskopsdömet Salzburg och Seckaus stift. 
Österrike påverkades i hög grad av reformationen, och stor andel av befolkningen blev protestanter. Habsburgarna, som var en drivande kraft i motreformationen, så gott som utplånade protestantismen och återställde den katolska tron som Österrikes största religion.

## Modern historia
Liksom i många andra länder har den Katolska kyrkan i Österrike i slutet av 1900-talet och början av 2000-talet skakats av skandaler kring sexuella övergrepp främst på minderåriga, vilket blivit en katalysator för att samla de som på olika sätt önskar reformer inom katolska kyrkan. Samlande organisationer för detta är lekmannarörelsen Wir sind Kirche och prästorganisationen Kyrkoherdeinitiativet.